# نادي كفر الشيخ
نادي كفر الشيخ هو نادي كرة قدم مصري يلعب في دوري الدرجة الثانية، تأسّس في مدينة كفر الشيخ في شمال مصر. لعب فريقه الأول لكرة القدم عدة مواسم في الدوري المصري الدرجة الثانية.ولعب في الدورى الممتاز عامين من قبل ومن نجوم الفريق وقتها الكابتن محمد عامر والكابتن زكريا ناصف الذين انتقلوا للعب للاهلى والكابتن طارق يحى الذى لعب للزمالك ويلعب لدية كابتن يحيى شاهين ابن قرية الهياتم صاحب القدم الذهبية ولدية سرعة خارقة وسيكون نجم المواسم القادمة في الدورى الممتاز 